# Glasmine 43

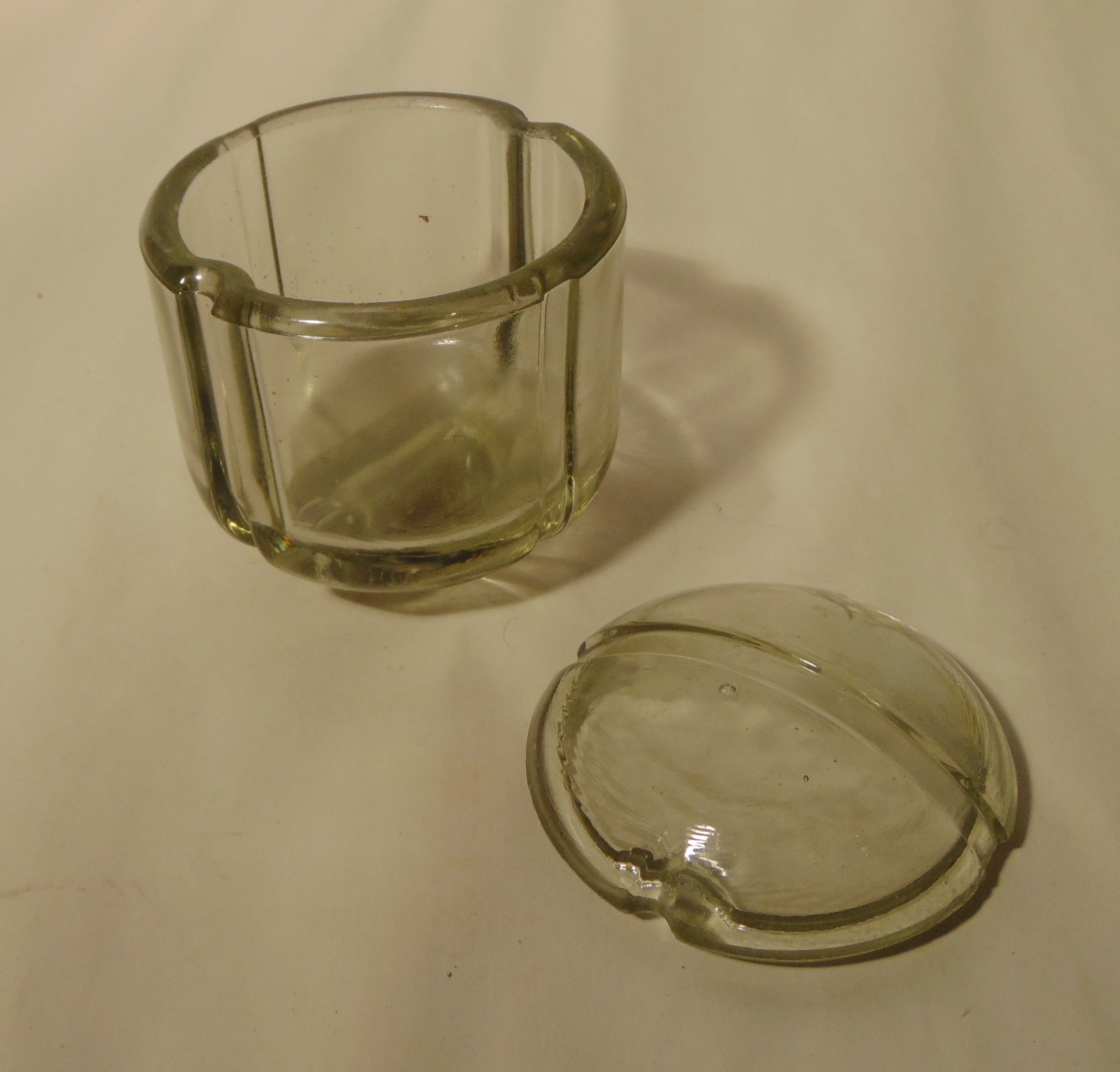
Glaskörper ohne Zünder und Sprengstoff

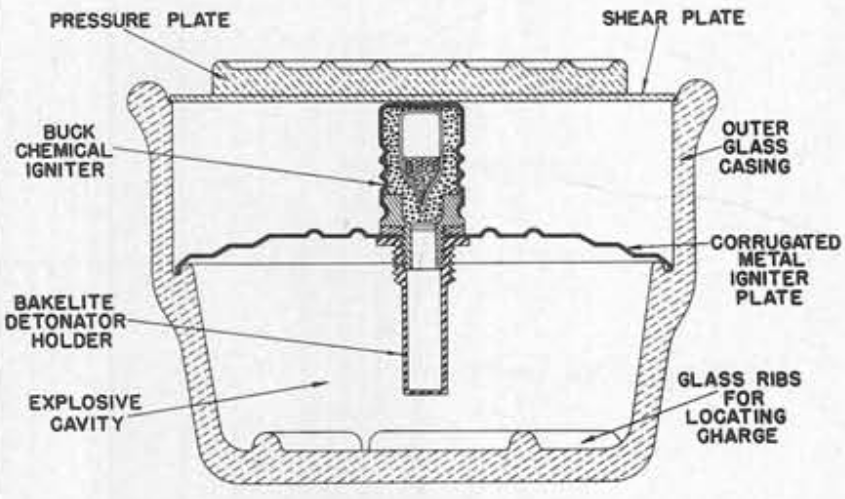
Diagramm einer Glasmine 43 aus einem Handbuch der US Army

Zaun um ein Minenfeld bei Vogelsang im Nationalpark Eifel

Die Glasmine 43 ist eine deutsche Antipersonenmine aus Glas, die im Zweiten Weltkrieg eingesetzt wurde.

## Hintergrund
Die Glasmine 43 wurde entwickelt, um mit geringstem Metallanteil die Wirkung der verbesserten Minensuchgeräte mit Metalldetektoren einzuschränken und möglichst nicht mehr aufspürbar zu sein. Insofern ist diese metallarme Mine mit moderneren Kunststoffminen vergleichbar. Glassplitter sind auf Röntgenbildern schlecht sichtbar, daher schwierig zu entfernen und sie bergen ein hohes Infektionsrisiko. So war eine langfristige, häufig lebensgefährliche Schädigung des Opfers selbst bei äußerlich gering erscheinenden Verletzungen gegeben.
Während die ersten Typen noch einen geringen Metallanteil im Zünder (Hebelzünder 44) hatten, wurde dieser bei den folgenden Typen durch einen chemischen Zünder ersetzt. Das Minengehäuse bestand gänzlich aus Glas und war in Form, Größe und Gewicht einem Blumentopf ähnlich (Gewicht 1,2 kg, Durchmesser 150 mm, Höhe 105 mm). Der Glasdeckel brach bereits bei einer Belastung mit etwa zehn Kilogramm Gewicht und löste den Zünder aus.
Im Hebelzünder 44 schlug bei der Auslösung ein Schlagbolzen auf ein Zündhütchen. Es zündete eine Verstärkerladung, die unmittelbar die eigentliche Sprengladung zum Explodieren brachte. Chemische Zünder dagegen bestehen aus zwei Flüssigkeiten in getrennten Glaskolben. Diese zerbrechen bei Belastung, die zusammenkommenden Flüssigkeiten reagieren explosiv und zünden die angeschraubte Sprengladung (Sprengmittel 28, 200 g). Ebenfalls waren chemische Zünder in Verwendung, deren Reaktionsstoffe aus einer Flüssigkeit und einem reaktiven Pulver bestanden. Auch bei diesem Zünder führte das Vereinigen der Stoffe zu einer explosiven Reaktion.
Die Sprengladung bestand aus 200 Gramm Pikrinsäure.
In den Jahren 1944 und 1945 wurden rund elf Millionen Minen dieses Typs hergestellt, nach dem Kriegsende waren noch etwa 9,7 Millionen Stück in den Beständen. Die Herstellung erfolgte dezentral im gesamten deutschen Reich. Nachweislich beteiligt waren folgende Firmen, wenngleich von weiteren Produzenten, zumal im deutsch besetzten Ausland auszugehen ist:
- Gifhorner Glashütte, Niedersachsen
- Annahütte, H. Heye Glas, Brandenburg
- Glasfabrik H. Heye Germersheim, Rheinland-Pfalz
- Glashütte Bernsdorf, Sachsen
- Marienhütte Gnarrenburg, Niedersachsen
- Ruhrglas Essen, Nordrhein-Westfalen
- Siemens Glas AG Freital, Sachsen
- Glashütte Kritzow, Mecklenburg-Vorpommern
- Glasfabrik Brockwitz, Sachsen
- Glashütte Noelle & von Campe, Niedersachsen[7]

Das Räumen von Glasminen ist sehr zeit- und materialaufwendig. Glasminen müssen entweder langsam von Hand mit einer Minensuchnadel oder mechanisch mit entsprechendem Großgerät wie dem Minenräumpanzer „Keiler“ geräumt werden, wobei zu bedenken ist, dass der „Keiler“ eine entsprechende Fehlerquote aufweist, da er aus taktischen Gründen vorwiegend zum Anlegen von Minengassen zum Einsatz kommt. Minen dieses Typs gibt es zum Beispiel im Nationalpark Eifel auf dem Gelände des ehemaligen Truppenübungsplatz Vogelsang.
Laut kolumbianischen Regierungsquellen seien 2004 hausgemachte Minen ähnlicher Konstruktion von Guerilleros in Kolumbien eingesetzt worden.